# Frugalisme
Le frugalisme est un mode de vie consistant à mettre de l’argent de côté pour ensuite travailler moins et vivre mieux, quitte à gagner moins,.
Le concept suppose de vivre « en dessous » de ses moyens afin de pouvoir profiter de la vie, puis partir au plus tôt à la retraite, bien avant l’âge légal, en se constituant des revenus alternatifs et des revenus passifs. Les anglo-saxons appellent cela early retirement, soit « retraite anticipée » en français.
Ce mouvement, puisqu'il nécessite une thésaurisation de valeurs économiques (des unités monétaires, typiquement) avec une volonté limitée de le dépenser dans le futur, pourrait être considéré par certains comme un concept moderne de l'avarice, ce qui est erroné car l'avarice pousse à accumuler la richesse pour elle-même. Cependant, les frugalistes le conçoivent plutôt comme un moyen de se libérer de la société de consommation et de la rat race, qui prône le dur labeur et la surconsommation. 
Le frugalisme est notamment populaire en Allemagne,.
Il est à rapprocher du concept plus populaire de liberté financière et dont il est une émanation[Information douteuse][source insuffisante].